# Cyclemys atripons
Cyclemys atripons là một loài rùa trong họ Emydidae. Loài này được Iverson & Mccord miêu tả khoa học đầu tiên năm 1997.